# Rijnhaven (metrostation)

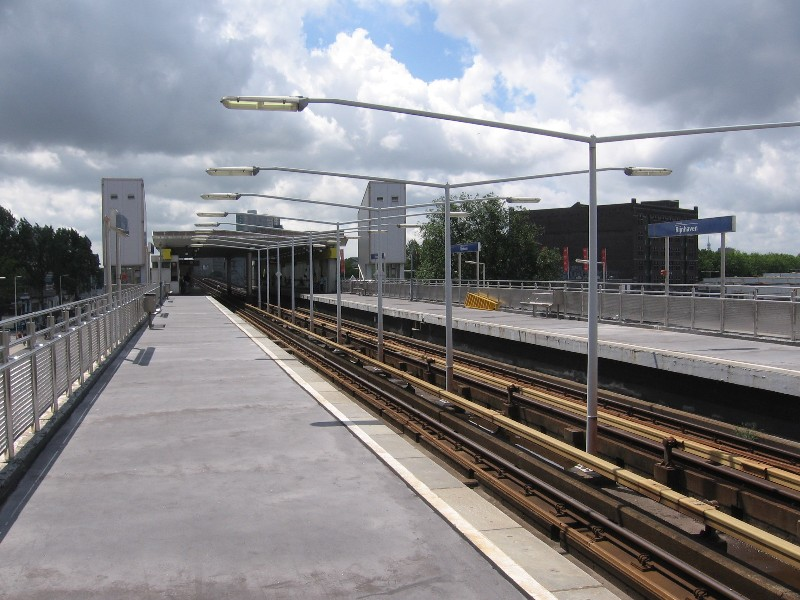
Metrostation Rijnhaven vanaf het perron richting Rotterdam Centraal (Lijn D) en Den Haag Centraal (Lijn E).

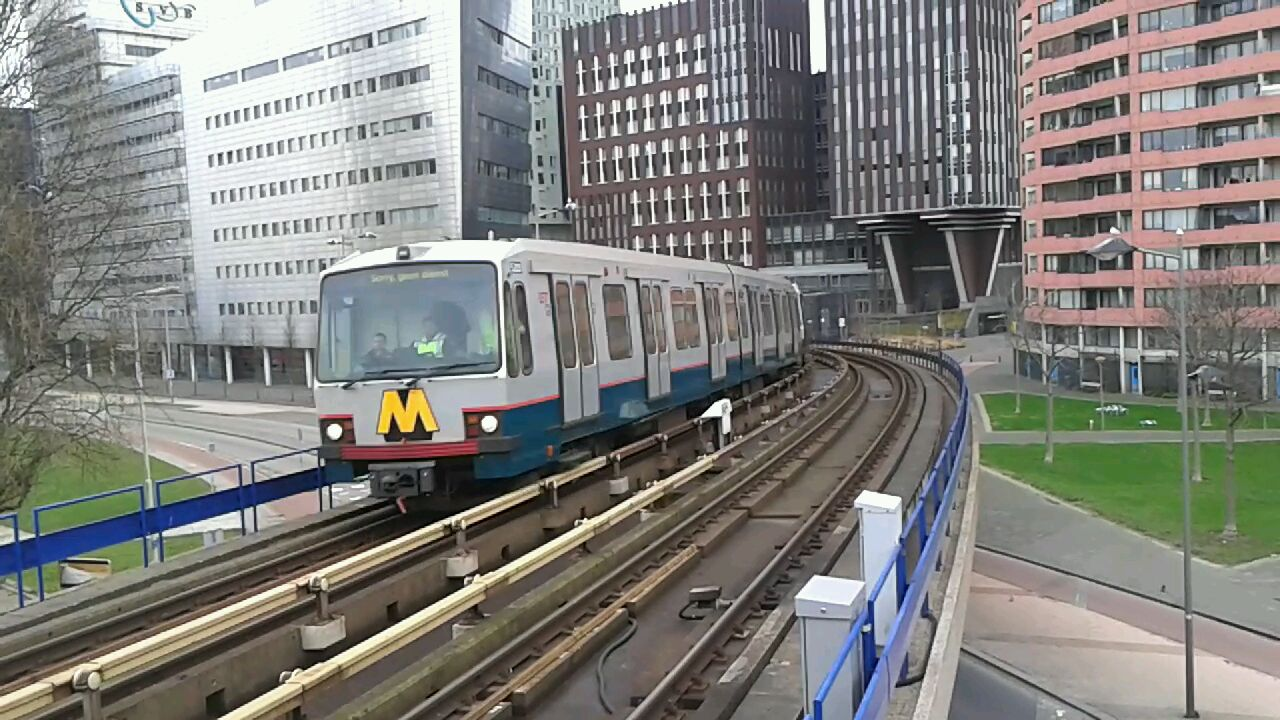
Aankomst van een 'viertje' Type T op Rijnhaven vanuit de tunnel.

Het Rotterdamse metrostation Rijnhaven is een station van lijn D en lijn E, gelegen op een viaduct aan het uiteinde van de Rijnhaven, een halve kilometer van de zuidelijke uitgang van de tunnel onder de Nieuwe Maas.  De stationshal bevindt zich onder de perrons, aan de zuidzijde van het station. Het ligt in het stadsdeel Feijenoord, aan de rand van de wijken Katendrecht en Afrikaanderwijk.
Het station werd geopend in 1968, bij de ingebruikname van het eerste traject van de Rotterdamse metro: de Noord-zuidlijn, nu lijn D. Vanaf de tunnel onder de Nieuwe Maas was het destijds het eerste station aan de zuidzijde. Het spoor loopt vanuit de tunnel naar het zuidoosten, steeds klimmend naar het stationsviaduct. Net voor het viaduct buigt het spoor vrijwel recht naar het zuiden, om de kop van de Rijnhaven heen.
In 1997 is Station Wilhelminaplein ertussen gekomen, een kleine vijfhonderd meters noordelijker, op de Kop van Zuid. De andere kant op ligt Station Maashaven ruim 700 meter zuidelijker, aan de Maashaven.
Rotterdam Centraal  · Stadhuis · Beurs · Leuvehaven · Wilhelminaplein · Rijnhaven · Maashaven · Zuidplein · Slinge · Rhoon · Poortugaal · Tussenwater · Hoogvliet · Zalmplaat · Spijkenisse Centrum · Heemraadlaan · De Akkers
Den Haag Centraal  · Laan van NOI  · Voorburg 't Loo · Leidschendam-Voorburg · Forepark · Leidschenveen · Nootdorp · Pijnacker Centrum · Pijnacker Zuid · Berkel Westpolder · Rodenrijs · Meijersplein/Airport · Melanchthonweg · Blijdorp · Rotterdam Centraal  · Stadhuis · Beurs · Leuvehaven · Wilhelminaplein · Rijnhaven · Maashaven · Zuidplein · Slinge